# Don sphynx

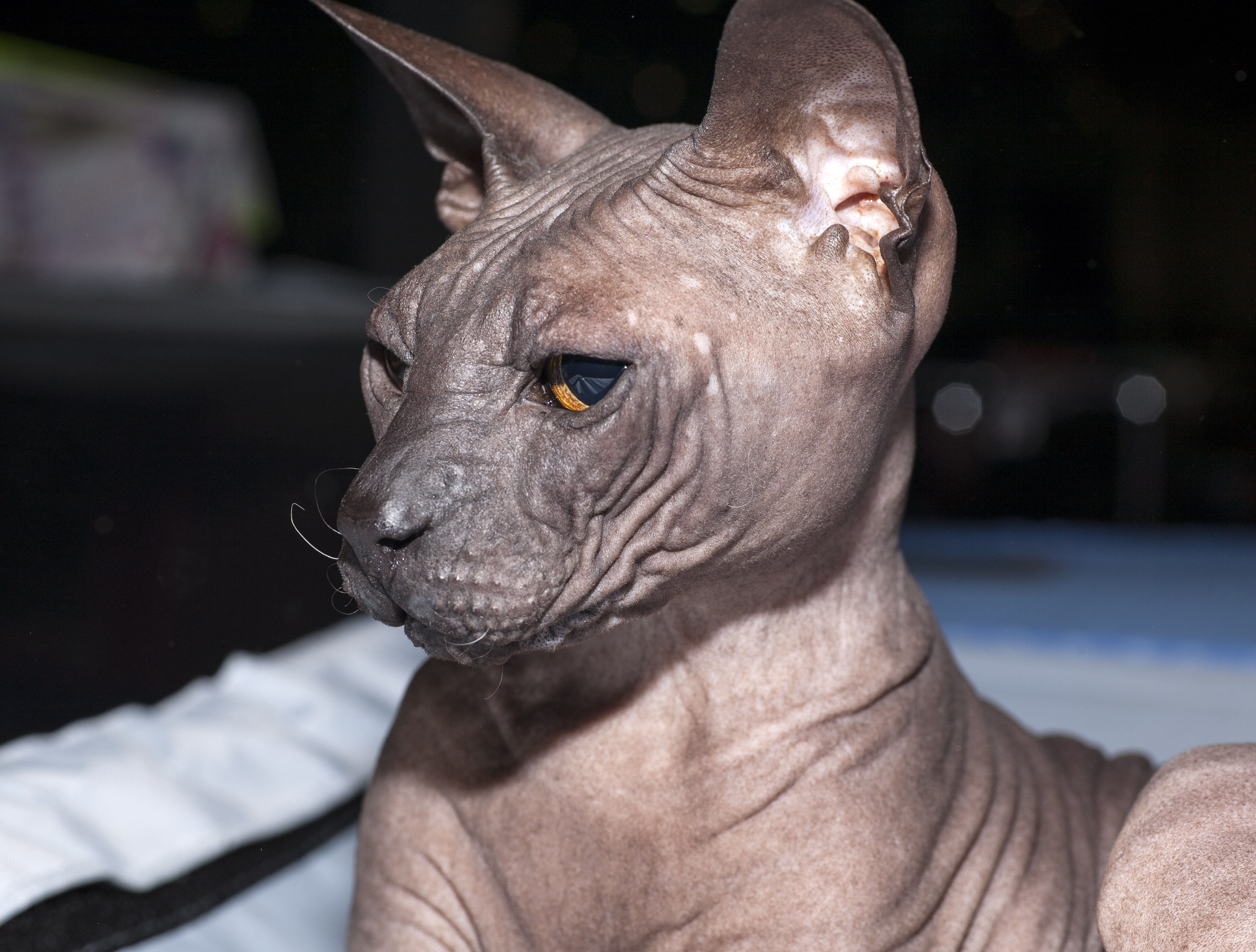
Don sphynx

De Don sphynx of Donskoy is een kattenras dat van oorsprong uit Rusland komt. 

## Geschiedenis
Het ras is niet verwant aan een ander haarloos ras, de van oorsprong Canadese sphynx. De eerste Don sphynx werd gevonden door Helen Kovalyna in 1987, in Rostov aan de Don. In eerste instantie zag zij er normaal uit, pas na vier maanden begon zij haar vacht te verliezen. Dit blauwcrème poesje, genaamd Varya, werd gedekt door een onverwante normaal behaarde kater en een aantal van de kittens waren kaal net als hun moeder. Het gen dat de haarloosheid bij de Don Sphynx veroorzaakt is dominant verervend.
Een andere geaccepteerde Russische variant is de Peterbald uit Sint-Petersburg.